# 昭和櫻
昭和櫻（學名：Cerasus ×yedoensis ‘Shōwazakura’）是櫻花的一種，染井吉野櫻的實生種，屬蔷薇科的落葉喬木植物，原生種產於日本。

## 特徵
花色呈現薄櫻色至白色，花瓣五片一重。比原種的染井吉野稍加薄紅色，葉子開始生長的時期也較早。

## 脚注
1. ↑  .   [2021-03-03]. （原始内容存档于2006-01-08）.

## 關連項目
- 花見